# Pristimantis cajanuma
Pristimantis cajanuma este o specie de broască care aparține genului Pristimantis, familia Craugastoridae. Specia a fost descrisă în anul 2019 pe baza unui exemplar capturat în 2016 în Ecuador.

## Nomenclatură
Epitetul specific cajanuma (în quechua caja, însemnând rece, și quechua numa, însemnând vârf) face referire la localitatea Cajanuma, la intrarea în Parcul Național Podocarpus din Ecuador, locul unde a fost identificată specia.